# William Schreiber
William Schreiber (n. 10 februarie 1942, Reșița, Caraș-Severin, România) este un fost sportiv voleibalist român care a jucat la Dinamo București și în echipa națională de volei a României. A participat la Jocurile Olimpice din 1964 de la Tokyo și la Jocurile Olimpice din 1972 de la München.
A fost membru al clubului sportiv „Dinamo București” al Ministerului Afacerilor Interne și a avut gradul de sublocotenent (în 1968).

## Distincții
- Medalia „Meritul Sportiv” clasa I (8 mai 1968) „pentru contribuția deosebită adusă la dezvoltarea mișcării de cultură fizică și sport și pentru merite deosebite în activitatea sportivă de performanță, cu prilejul împlinirii a 20 de ani de la înființarea Clubului sportiv «Dinamo»-București al Ministerului Afacerilor Interne”[2]